# Ute-Bock-Preis für Zivilcourage
Der Ute Bock Preis für Zivilcourage wird als Menschenrechtspreis von SOS Mitmensch verliehen.
Der Preis wird seit 1999 an Einrichtungen und Personen vergeben, die sich besonders um die Wahrung oder Durchsetzung der Menschenrechte verdient gemacht haben. Seit 2025 wird der Bock-Preis allein vom Ute-Bock-Flüchtlingsprojekt mit Unterstützung der Fogarassy Privatstiftung vergeben. SOS Mitmensch hat einen eigenen Preis, den SOS Mitmensch Preis für Zivilcourage initiiert.

## Preisträger
- 1999 Ute Bock
- 2001 Wolfgang Pucher, auf Einladung von Bürgermeister Alfred Stingl im Grazer Rathaus[3]
- 2002 Gertrude Hennefeld, Beratungsstelle für Flüchtlinge der Diakonie in Traiskirchen, Laudatio Friedrun Huemer auf Einladung von Nationalratspräsident Heinz Fischer im Parlament[4]
- 2003 Bülent Öztoplu, mit Bundespräsident Thomas Klestil
- 2004 Plattform Gerechtigkeit für Seibane Wague, Laudatio Bernd-Christian Funk, auf Einladung von Hannes Tretter vom Ludwig Boltzmann Institut für Menschenrechte im Wiener Juridicum[5]
- 2005 LEFÖ – Beratung, Bildung und Begleitung für Migrantinnen[6]
- 2006 Ehe ohne Grenzen, Laudatio Irene Brickner, auf Einladung von Nationalratspräsidentin Barbara Prammer im Parlament[7]
- 2008 Bleiberechtsinitiativen Oberösterreich, Laudatio Heide Schmidt, auf Einladung von Bischof Michael Bünker und Michael Chalupka im Albert Schweitzer Haus in Wien[8]
- 2009 Elias Bierdel, Borderline europe - menschenrechte ohne grenzen e.v., Laudatio Corinna Milborn, Einlader war das Informationsbüro des Europäischen Parlaments für Österreich in Wien[9]
- 2011 Robert Zahrl und die Anti-Abschiebeaktivisten Jo, Alex, Isa und Billi, Laudatio Manfred Nowak
- 2013 Uwe Sailer für seine mutigen Erhebungen zur rechtsextremen Homepage Alpen-Donau.info, Laudatio Peter Huemer.[10] Die Refugee-Bewegung, die zu der Zeit die Votivkirche besetzte, wurde ebenfalls ausgezeichnet.
- 2015 Kärntner Flüchtlingshelfer Siegfried Stupnig und die Wiener Initiative „Flucht nach vorn“[11][12]
- 2016 Angelika Schwarzmann, die Bürgermeisterin von Alberschwende, für den erfolgreichen Widerstand gegen die Abschiebung von syrischen Flüchtlingen nach Ungarn, sowie die Initiative „Refugee Convoy“[13]
- 2018 Helga Feldner-Busztin (1929–2024)[14] und Rudolf Gelbard, zwei Holocaust-Überlebende, als mutige Vorbilder in einer vom Rechtsruck geprägten Zeit[15]
- 2019 Nicola Werdenigg und der Linzer Migrantinnenverein Maiz/das kollektiv[16]
- 2020 Initiative SOS Balkanroute und Verein Fairness Asyl[17]
- 2021 Schwester Maria-Andreas Weißbacher sowie die Schüler Tierra Rigby und Theo Haas[18]
- 2023: Initiative IG24 und Verein Queer Base[19]
- 2024: Rabbiner Schlomo Hofmeister, Imam Ramazan Demir, sowie das Sozialassistentinnen-Projekt „Nachbarinnen“[20]
- 2025: Samireh Golzar[21], Shaher Alyousef und Suad Mohamed[22]